# Klaus Waldeck
Pour les articles homonymes, voir Waldeck.
Klaus Waldeck, né en 1966, ayant juste conservé Waldeck comme nom d'artiste, est un auteur-compositeur-interprète autrichien de musique électronique, aussi associé au trip hop.

## Biographie
Il commence sa carrière musicale à Vienne (Autriche) à l'âge de six ans, par l'intermédiaire de leçons de piano.
Après des études de droit, il devient avocat, mais cela en conservant un lien avec la musique : il s'y plonge en effet progressivement mais sûrement, en délaissant peu à peu ce travail en rapport avec celui de la loi. C'est à Londres qu'il commence sa vie d'artiste, en faisant peu à peu le lien avec deux futurs amis chanteurs que sont Brian Amos et Joy Malcolm.
Il commence les publications de titres en 1996, lors de son retour à Vienne, avec l'album Northern Lights dont le titre Aquarius est un succès. Années après années il sort deux autres albums (et un de remixes) tout en étant producteur pour d'autres artistes. C'est avec son 4e album, Ballroom Stories, que Waldeck est plus largement reconnu : certains extraits ont par exemple été utilisés pour des publicités et génériques d'émissions.

## Discographie

### Albums
- Northern Lights (1996)

1. Aquarius
2. Moon
3. Mask
4. Dreaming
5. Aquarius
6. Mask

- Balance of the Force (1998)

1. Defenceless
2. Spy Like An Angel
3. Children Of The Ghetto
4. Slaapwagen
5. Aquarius
6. Northern Lights
7. Wake Up
8. Superpopstar
9. Death Of A Piano Salesman
10. Moon

- Balance of the Force Remixed (1998)

1. Northern Lights
2. Defenceless
3. Slaapwagen
4. Spy Like An Angel
5. Wake Up
6. Defenceless
7. Children Of The Ghetto
8. Aquarius
9. Defenceless
10. Wake Up
11. You Only Live Twice

- The Night Garden (2001)

1. Slowly
2. The Night Garden
3. Tears Running Dry
4. Waiting
5. Fallen Angel
6. Cat People Dub
7. Floater
8. I Talk To The Wind
9. It Comes From You
10. Morning Light
11. This Isn't Maybe

- The Night Garden Reflowered (2002)

1. This Isn't Maybe
2. Fallen Angel
3. Slowly
4. I Talk To The Wind
5. Cut More Cheese
6. Floater
7. Tears Running Dry Part 1
8. Tears Running Dry Part 2
9. This Isn't Maybe
10. Catpeople Dub
11. Out Of Trumpets

- Ballroom Stories (2007)

1. Make My Day
2. Jerry Weintraub
3. Memories
4. Addicted
5. So Black & Blue
6. Midsummer Night Blues
7. Why Did We Fire The Gun?
8. Dope Noir
9. Get Up… Carmen
10. Bei Mir Bist Du Schön (Dub)
11. Our Day Will Come

- Gran Paradiso (2016)
- Atlantic Ballroom (2018)
- Grand Casino Hotel (2020)
- It Might Be French (2021)

### Singles
- Aquarius (1997)
- Wake Up (1997)
- Children of the Ghetto (1998)
- Defenceless (1999)
- This Isn't Maybe (2000)
- This Isn't Maybe (12" release) (2002)
- Tears Running Dry (2002)